# Snarkrall
Snarkrall (Aramidopsis plateni) är en fågel i familjen rallar inom ordningen tran- och rallfåglar som endast förekommer i Indonesien.

## Utseende och läte
Snarkrall är en stor rall, 29–30 centimeter lång, som saknar flygförmåga. Den är grå på undersidan, har vit haka, bruna vingar och en brun-röd fläck på den bakre delen av halsen. De båda könen ser ganska lika ut, men honans fläck på halsen har en klarare färgnyans och näbb och iris är något olika. 
Dess typiska läte är ett snarkande ’’ii-orr’’-ljud som också föranleder artens svenska namn.

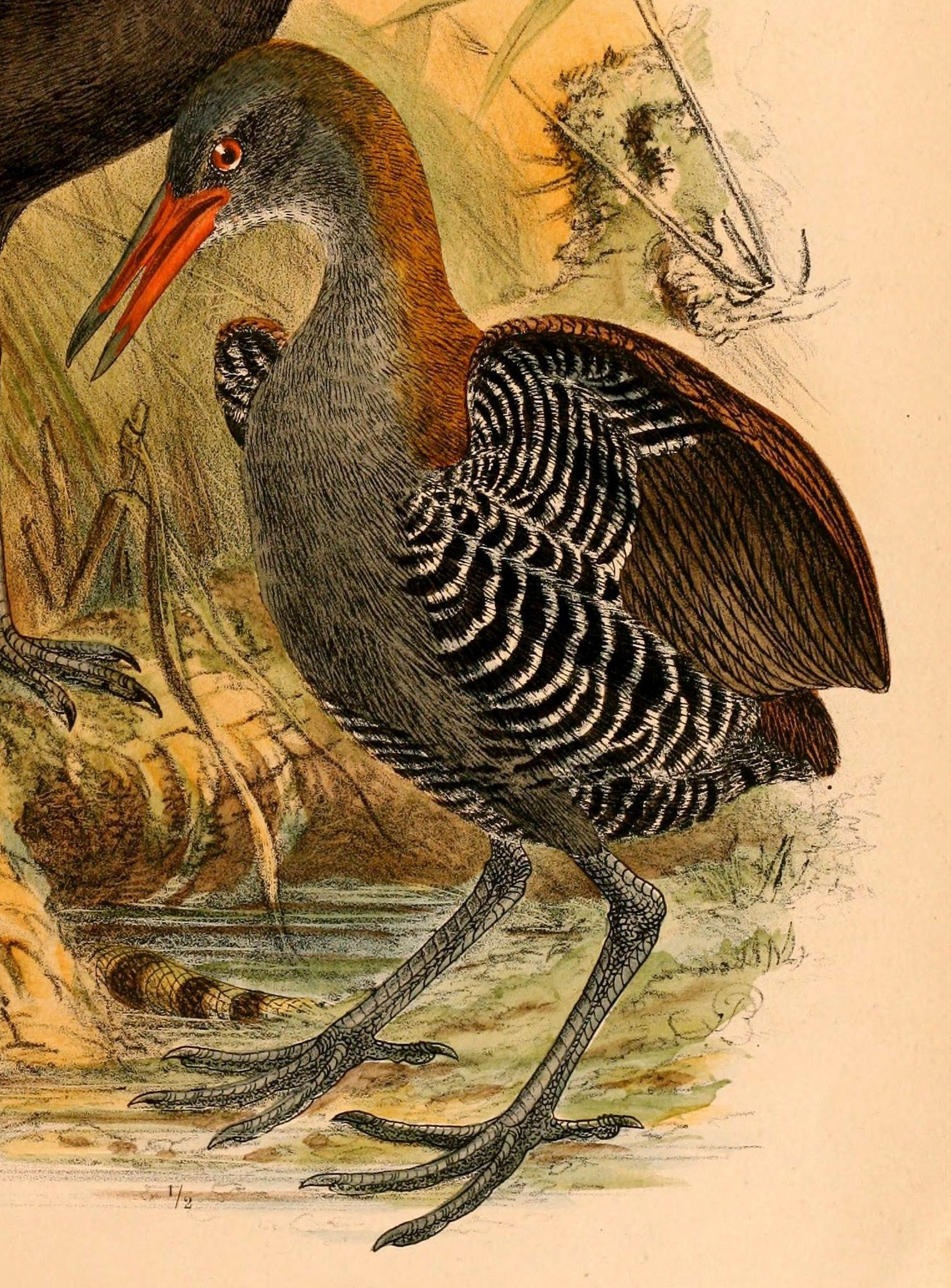
En målning av snarkrall från 1898.

## Systematik
Snarkrall placeras som enda art i släktet Aramidopsis. DNA-studier visar dock att arten står mycket nära släktet Lewinia och bör möjligen inkluderas där. Detta har dock ännu inte lett till några taxonomiska förändringar. Den behandlas som monotypisk, det vill säga att den inte delas in i några underarter.

## Utbredning och levnadssätt
Fågelns utbredningsområde är de indonesiska öarna Sulawesi och Buton.  Snarkrallens otillgängliga habitat och tillbakadragna natur gör att den ses mycket sällan och att mycket lite är känt om dess beteende. Endast de adulta fåglarnas fjäderdräkt har beskrivits vetenskapligt och inte heller dess häckningsbeteende vet man något om. En enda gång har den observerats tillsammans med ungar, 18 augusti 1983. Den äter små krabbor (som den har setts födosöka efter i bergsbäckar) och troligtvis också andra smådjur, till exempel ödlor.

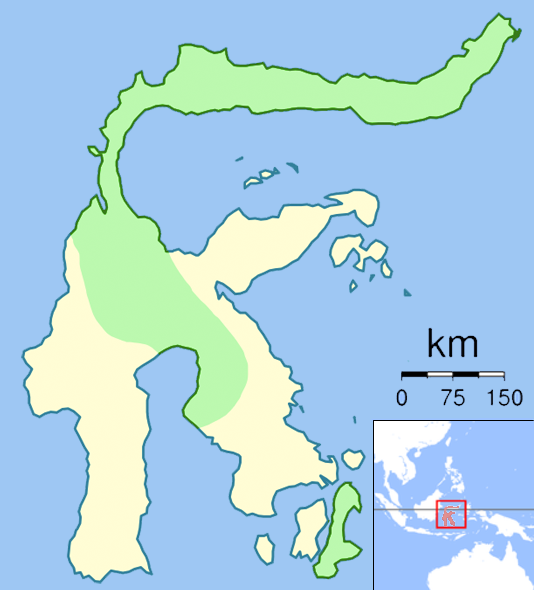
Ön Sulawesi med snarkrallens ungefärliga utbredningsområde.

## Status
Snarkrallen är skyddad av indonesisk lagstiftning sedan 1972 men hotas av att de naturtyper där den kan leva i stor utsträckning görs om av människor, även inne i naturreservat. Den hotas också av (förbjuden) jakt och nyintroducerade rovdjur. IUCN kategoriserar arten som sårbar.